# Andrej Nikolajevič Kolmogorov
Andrej Nikolajevič Kolmogorov [andréj nikolájevič kolmogórov] (rusko Андре́й Никола́евич Колмого́ров), ruski matematik, * 25. april (12. april, ruski koledar) 1903, Tambov, Ruski imperij (sedaj Rusija), † 20. oktober 1987, Moskva, Sovjetska zveza (sedaj Rusija).

## Življenje in delo
Kolmogorov je leta 1920 začel študirati na Moskovski državni univerzi. Pomladi leta 1921 je raziskoval kompleksne probleme v teoriji trigonometričnih vrst in operacije na množicah. Ti problemi so bili tesno povezani z osnovnimi smermi moskovske matematične šole tistega časa, to je z zamislimi v teoriji funkcij realnih spremenljivk. Na področju teorije funkcij realne spremenljivke so pomembna njegova dela o konvergenci trigonometričnih vrst, posplošitev pojma integrala idr. 
V jeseni leta 1922 je končal delo o teoriji operacij na množicah, ki so ga natisnili leta 1928. Leta 1925 je diplomiral na fakuteti za fiziko in matematiko. Postal je tudi njen sodelavec. V tem času ga je začela zanimati teorija verjetnosti. Njegovo pomembno delo Splošna teorija mere in teorija verjetnosti, natisnjeno leta 1929 je dalo prvi opis aksiomatične graditve teorije verjetnosti na podlagi teorije mere. 
Rešil je mnogo problemov iz verjetnostnega računa. Leta 1933 je razširil delo v monografijo Osnove teorije verjetnosti (Grundbegriffe der Wahrscheinlichkeitsrechnung). Leta 1950 so ga prevedli v angleščino pod naslovom Foundations of the Theory of Probability. 
Leta 1931 so ga izbrali za profesorja na Moskovski državni univerzi. Leta 1933 pa so ga izvolili za direktorja Matematičnega inštituta na univerzi. V tem času je zbral načela stohastičnih procesov vključno z markovskimi procesi v monografiji Analitične metode teorije verjetnosti. Njegovi drugi prispevki so se dotikali pogledov funkcionalne analize, sorazmerno mlade veje matematike v kateri uporabijo klasične pristope algebre in računa na celotno zbirko funkcij. Prispeval je tudi raziskave v topologiji in v turbulentnem toku kapljevin. 
V teoriji verjetnosti, njegovi osnovni temi raziskovanj, je podal dva sistema parcialnih diferencialnih enačb, ki nosita njegovo ime. Opisujeta verjetnosti prehodov, ki jih določa markovski proces. Kolmogorove enačbe zadoščajo problemom teorij Brownovega gibanja in difuzije. Njegovo delo označuje novo smer razvoja teorije verjetnosti in njene uporabe v fiziki, kemiji, gradbeništvu in biologiji. Ta osnovna raziskovanja verjetnosti izhajajo iz osnovnih raziskovanj markovskih verig, ki so povzročila mnogo novih zamisli v teoriji dinamičnih sistemov in so služila kot izhodiščna točka za številna dela drugih matematikov. 
Zelo pomembni so njegovi dosežki v zvezi s problemi naključnih stacionarnih procesov, ki jih je povezal z analizo lokalno izotropičnega turbulentnega toka. Wiener, ustanovitelj kibernetike (teorije nadzora in občevanja uporabljene na živalih in strojih) je neodvisno od njega raziskal mnogo vidikov stacionarnih procesov, še posebej pa tiste, ki se nanašajo na statistične napovedi. Pokazal je tudi, da so bili Kolmogorovi rezultati ustrezni za statistično teorijo informacij, na kateri delno sloni kibernetika. 
V topologiji je Kolmogorov skupaj in neodvisno od Alexandra naprej razvil nekatere uporabe operatorja {\displaystyle \nabla } in jih uporabil za kompleksne in pozneje za poljubne topološke prostore. Z odgovarjajočimi algebrskimi strukturami imenovanimi {\displaystyle \nabla } grupe so lahko zelo uspešno reševali številne probleme v topologiji vključno z zveznimi zemljevidi (mapami). Na teh osnovah je Kolmogorov razvil pojem homološkega obroča (ring), pomembno zamisel v topologiji. Njegova opredelitev zakona dvojnosti (dualnosti) o enakovrednih predstavah nekaterih matematičnih lastnosti je bila zelo pomembna od leta 1935 do 1936. V takšni obravnavi je zakon dvojnosti veljal za zaprte množice vložene v topološki prostor, ki je krajevno bikompakten in v celoti regularen. 
V 1930. letih je Kolmogorov izdal članka O opredelitvi geometrije s topološkimi grupami in O oblikovanju projektivne geometrije ter še druge s področja funkcionalne analize in o optimalni aproksimaciji funkcij. Kasneje se je začel zanimati za probleme matematične logike in za osnove matematike. Leta 1938]je objavil dolg članek Matematika v prvi izdaji Velike sovjetske enciklopedije. V njem je opisal razvoj matematike od antičnih časov do sodobnosti s pojmi dialektičnega materializma. Leta 1939 so ga izbrali v Akademijo znanosti SZ, malo kasneje pa kot akademskega sekretarja oddelka za fizikalne in matematične znanosti akademije. Oddelek so odprli, da bi združili in usmerjali znanstveno delo najboljših raziskovalcev na tem področju. 
V sredini 1950. se je začel zanimati za teorijo informacij, za teorijo dinamičnih sistemov, za povezavo teorije informacij s funkcionalno teorijo, za klasično mehaniko, za 13. Hilbertov problem (predstavo funkcij z velikim številom spremenljivk s funkcijami z manjšim številom argumentov) in za teorijo kompleksne spremenljivke. Posvečal je veliko pozornost problemom matematičnega izobraževanja učencev. Vodil je Komisijo za matematično izobraževanje pod Prezidijem akademije znanosti SZ. Pod njegovim vodstvom so razvili nov državni program za poučevanje matematike v sovjetskih splošnih šolah. Uvod v realno analizo Kolmogorova in S. V. Fomina vsebuje dobro bibliografijo.
Ukvarjal se je tudi z nebesno mehaniko.
Med njegovimi najbolj znanimi učenci je Uspenski.

## Priznanja

### Nagrade
Kolmogorov je leta 1980 prejel Wolfovo nagrado za matematiko, leta 1987 pa Nagrado Lobačevskega.